# Åmanäs och Nilstorp
Åmanäs och Nilstorp är en av SCB avgränsad och namnsatt småort i Hässleholms kommun i Skåne län. Den omfattar bebyggelse i Åmanäs och Nilstorp i Brönnestads socken med en mindre del i Stoby socken. Åmanäs är belägen utmed östra stranden av Finjasjön, söder om Hässleholm och Nilstorp, som är mindre, lite mer inåt landet.  

## Befolkningsutveckling
| Befolkningsutvecklingen i Åmanäs och Nilstorp 1990–2015 | Befolkningsutvecklingen i Åmanäs och Nilstorp 1990–2015 | Befolkningsutvecklingen i Åmanäs och Nilstorp 1990–2015 | Befolkningsutvecklingen i Åmanäs och Nilstorp 1990–2015 | Befolkningsutvecklingen i Åmanäs och Nilstorp 1990–2015 |
| ------------------------------------------------------- | ------------------------------------------------------- | ------------------------------------------------------- | ------------------------------------------------------- | ------------------------------------------------------- |
|                                                         |                                                         |                                                         |                                                         |                                                         |
| År                                                      |                                                         |                                                         | Folkmängd                                               | Areal (ha)                                              |
| 1990                                                    | 1990                                                    |                                                         | 59                                                      | 30                                                      |
| 1995                                                    | 1995                                                    |                                                         | 55                                                      | 23                                                      |
| 2000                                                    | 2000                                                    |                                                         | 63                                                      | 24                                                      |
| 2005                                                    | 2005                                                    |                                                         | 77                                                      | 24                                                      |
| 2010                                                    | 2010                                                    |                                                         | 86                                                      | 24                                                      |
| 2015                                                    | 2015                                                    |                                                         | 70                                                      | 21                                                      |
|                                                         |                                                         |                                                         |                                                         |                                                         |